# Joseph Pfeffer
Joseph Pfeffer (* 15. März 1879 in Heiligenzimmern; † 30. November 1960 in Lörrach) war Finanzbeamter, Politiker der CDU und von 1945 bis 1948 Bürgermeister von Lörrach.

## Leben
Joseph Pfeffer war der Sohn des Landwirts und Steinmetz Anton Pfeffer und von Sabina, geborene Schweizer. Der Vater verstarb als er 10 Jahre alt war. Pfeffer legte 1900 sein Abitur in Rottweil ab und diente danach für ein Jahr als Freiwilliger im badischen Infanterieregiment 113. Ein Studium der Rechtswissenschaften in Freiburg im Breisgau musste er mangels ausreichender finanzieller Gründe vorzeitig abbrechen. Danach war er ab Ende 1901 zunächst als Finanzgehilfe in Karlsruhe tätigt und machte dort die Ausbildung zum Finanzassessor. Anschließend arbeitete Pfeffer von 1904 bis 1914 bei verschiedenen Finanzämtern als Assistent, unter anderem 1912 beim Hauptsteueramt (Zoll) in Lörrach. 1914 leistete er zwei Jahre Kriegsdienst in der Militärverwaltung und war im Dienst des Reserve-Infanterieregiments 239. 
1917  war er zunächst Stadtrechner in Lörrach, ab 1922 war er Rechnungsdirektor der Stadtverwaltung. Da er Mitglied der Zentrumspartei war, wurde er ab dem 1. April 1934 aus politischen Gründen zwangsweise pensioniert. Der NSDAP-Politiker und Bürgermeister Reinhard Boos brandmarkte und verunglimpfte Pfeffer im Zuge der „Gleichschaltung“. Boos machte Pfeffer sogar den Anspruch auf Ruhegehalt streitig, was allerdings am Widerstand des badischen Innenminister Karl Pflaumer scheiterte.
Während des Zweiten Weltkrieges war er in der freien Wirtschaft tätig. Nach Ende des Krieges wurde Pfeffer von der französischen Besatzungsmacht als Bürgermeister in Lörrach eingesetzt. 1948 verzichtete er aus Altersgründen auf eine Wiederwahl; ihm folgte der SPD-Politiker Arend Braye. Joseph Pfeffer war Gründungsmitglied der CDU in Lörrach und des Hebelbundes Lörrach. Von 1953 bis 1959 war er stellvertretender Vorsitzender im Kreistag.
1953 ehrte ihn der Hebelbund Lörrach mit dem „Hebeldank“. Nach seinem Tod wurde auf dem Salzert im nördlichen Teil eine Straße nach ihm benannt.
Pfeffer war seit 1905 mit Maria Pfeffer, geborene Streicher, verheiratet, mit der er sechs Kinder hatte.